# Атенс (Огайо)
Атенс (англ. Athens) — город в штате Огайо, США. Он является административным центром округа Атенс. В 2010 году в городе проживало 23 832 человека.
В городе находится Огайский университет.

## География
По данным Бюро переписи населения США площадь города составляет 26,03 км², из которых 25,46 км² занимает суша, а 0,57 км² — вода.

## Население
По данным переписи 2010 года население Атенса составляло 23 832 человека (из них 50,0 % мужчин и 50,0 % женщин), было 6903 домашних хозяйства и 1842 семей. Расовый состав: белые — 86,4 %, афроамериканцы — 4,4 %, коренные американцы — 0,2 %, азиаты — 6,1 и представители двух и более рас — 2,3 %.
Из 6903 домашних хозяйств 20,5 % представляли собой совместно проживающие супружеские пары (7,8 % с детьми младше 18 лет), в 4,2 % домохозяйств женщины проживали без мужей, в 2,1 % домохозяйств мужчины проживали без жён, 73,3 % проживали не в семье. В среднем домашнее хозяйство вели 2,28 человека, а средний размер семьи — 2,74 человека. В одиночестве проживали 33,8 % населения, 5,0 % составляли одинокие пожилые люди (старше 65 лет).
Население города по возрастному диапазону распределилось следующим образом: 5,8 % — жители младше 18 лет, 35,9 % — от 18 до 21 года, 54,0 % — от 21 до 65 лет и 4,3 % — в возрасте 65 лет и старше. Средний возраст населения — 21,6 года. На каждые 100 женщин приходилось 100,0 мужчин, при этом на 100 совершеннолетних женщин приходилось уже 100,1 мужчин сопоставимого возраста.
В 2014 году из 22 699 трудоспособных жителей старше 16 лет имели работу 10 123 человека. При этом мужчины имели медианный доход в 42 465 долларов США в год против 31 497 долларов медианного дохода у женщин. В 2014 году медианный доход на семью оценивался в 62 964 $, на домашнее хозяйство — в 17 358 $. Доход на душу населения — 12 185 $. 23,6 % от всего числа семей и 56,7 % от всей численности населения находилось на момент переписи за чертой бедности.
Динамика численности населения:
|  |